# Armoriale dei comuni della provincia di Pordenone

Stemma della Provincia di Pordenone

Questa pagina contiene le armi (stemmi e blasonature) dei comuni della provincia di Pordenone.
| Stemma                                                        | Comune e blasonatura | Gonfalone e/o bandiera |
| ------------------------------------------------------------- | --- | ---------------------- |
|                                                               | Andreis Scudo sannitico con una banda rossa trasversale caricata di 5 stelle d'oro, stelle che rappresentano i cinque centri abitati. Detta banda divide lo stemma in due campi: nel primo campo viene raffigurata la caratteristica più importante del territorio comunale, cioè, la montagna, evidenziata dalle tre cime maggiori, e cioè: Monte Raut, Castello, Corta. Nel secondo campo, che è di colore oro, vi sono due fasce ondeggianti che propongono la presenza dei due torrenti di casa: Alba e Ledron. D.P.R. dell'11 dicembre 1997 |                        |
|                                                               | Arba D'argento, a tre stelle d'azzurro poste una accanto all'altra, accostate da due fasce in divisa dello stesso. Ornamenti esteriori da Comune. D.P.R. del 15 giugno 1972 Gonfalone: Drappo partito di bianco e di azzurro… |                        |
|                                                               | Aviano D'azzurro, all'aquila d'argento, coronata d'oro (Capo del Littorio). D.C.G. del 16 febbraio 1943 Gonfalone: drappo di colore bianco ai due pali d'azzurro posti ai lati… D.P.R. del 1º febbraio 1956 |                        |
|                                                               | Azzano Decimo D'azzurro, al fascio (covone) di spighe d'oro in banda, legato da un nastro di rosso accollato in decusse ad una falce al naturale d'argento con l'impugnatura di legno. R.D. del 1º giugno 1931 Gonfalone: drappo di azzurro… R.D. del 1º giugno 1931 |                        |
|                                                               | Barcis D'azzurro, alla montagna di due vette, di verde, la vetta più alta centrale, la vetta minore, posta a sinistra, essa montagna sostenuta dallo specchio d'acqua di azzurro, fluttuoso d'argento, caricato dalla barca, d'oro, galleggiante nella mezzeria, con la prora posta a destra, munita di un solo remo, dello stesso, posto in banda, attraversante la barca e lo specchio d'acqua, con la pala immersa nell'acqua. D.P.R. del 2 ottobre 1989 Gonfalone: Drappo troncato di verde e di bianco riccamente ornato di ricami d'argento e caricato dello stemma con la iscrizione centrata in argento, recante la denominazione del comune. D.P.R. del 2 ottobre 1989 |                        |
|                                                               | Brugnera Partito di azzurro e d'oro caricati di un giglio dell'uno nell'altro. Ornamenti esteriori da Comune. D.P.R. del 2 settembre 1960 Gonfalone: Drappo palato di azzurro e di giallo di sei pezzi. D.P.R. del 2 settembre 1960 |                        |
|                                                               | Budoia D.P.R. del 27 marzo 1973 Gonfalone: D.P.R. del 27 marzo 1973 |                        |
|                                                               | Caneva D.P.R. del 15 maggio 1963 Gonfalone: Drappo partito di bianco e d'azzurro, riccamente ornato di ricami d'argento e caricato dello stemma sopra descritto con l'iscrizione centrata in argento: "Comune di Caneva". Le parti in metallo ed i cordoni saranno argentati. L'asta verticale sarà ricoperta di velluto dai colori del drappo, alternati, con bullette argentate, poste a spirale. Nella freccia sarà rappresentato lo stemma del Comune e sul gambo inciso il nome. Cravatta e nastri tricolorati dai colori nazionali, frangiati d'argento. D.P.R. del 15 maggio 1963 |                        |
|                                                               | Casarsa della Delizia Partito di verde e d'azzurro, il primo caricato da una casa ardente vista di fronte al naturale; il secondo caricato dall'Agnus Dei. Il tutto abbassato al capo di rosso, alla fede di carnagione. Ornamenti esteriori da Comune. Gonfalone: drappo di azzurro… |                        |
|                                                               | Castelnovo del Friuli D'azzurro, alla torre d'argento, terrazzata di verde, merlata, torricella, finestrata e murata di nero, cimata da un vessillo d'argento caricato da una croce di rosso. Gonfalone: Drappo partito di bianco e di azzurro |                        |
|                                                               | Cavasso Nuovo D'oro, al monte di tre cime di verde fondato su una riviera d'argento. Ornamenti esteriori da Comune. Gonfalone: Drappo troncato di verde e di giallo riccamente ornato di ricami d'argento e caricato dello stemma comunale con l'iscrizione centrale in argento: Comune di Cavasso Nuovo. |                        |
|                                                               | Chions D'argento, alla torre di rosso murata di nero, aperta e finestrata del campo, merlata di tre alla guelfa, fondata sulla campagna diminuita, di verde.Ornamenti esteriori di Comune. D.P.R. del 9 aprile 1955 Gonfalone: Drappo partito di bianco e di rosso… |                        |
|                                                               | Cimolais |                        |
|                                                               | Claut Partito d'argento e di nero all'abete al naturale nodrito nella pianura di verde. Capo del Littorio: di rosso (porpora) al fascio littorio d'oro circondato da due rami di quercia e d'alloro annodati da un nastro dai colori nazionali. Motto: "Silva salvat Clausum". R.D. del 21 giugno 1942 Gonfalone: Drappo partito d'argento e di nero, riccamente ornato di ricami d'argento e caricato dello stemma sopra descritto con l'iscrizione centrata in argento: "Comune di Claut". Le parti in metallo ed i cordoni saranno argentati. L'asta verticale sarà ricoperta di velluto dai colori del drappo, alternati, con bullette argentate, poste a spirale. Nella freccia sarà rappresentato lo stemma del Comune e sul gambo inciso il nome. Cravatta e nastri tricolorati dai colori nazionali, frangiati d'argento. |                        |
|                                                               | Clauzetto d'argento al monte all'italiana (2) di nero sormontato dalla croce di S. Giacomo d'azzurro. Ornamenti esteriori da Comune D.P.R. del 14 gennaio 1954 Gonfalone: Drappo di azzurro… |                        |
|                                                               | Cordenons Drappo di giallo… |                        |
| Stemma precedentemente in uso Stemma secondo il reale decreto | Cordovado Di argento, al cuore fiammeggiante di rosso emergente da un fiume al naturale. Ornamenti esteriori da Comune. Stemma precedentemente in uso: Di argento, al cuore fiammeggiante di rosso emergente da un fiume al naturale. Capo del Littorio: di rosso (porpora) al fascio littorio d'oro circondato da due rami di quercia e d’alloro annodati da un nastro dai colori nazionali. Ornamenti esteriori da Comune. R.D. del 1º febbraio 1938 Gonfalone: Drappo di bianco alla bordura di azzurro, riccamente ornato di ricami d’argento e caricato dello stemma sopra descritto con l'iscrizione centrata in argento: "Comune di Cordovado". Le parti in metallo ed i cordoni saranno argentati. L'asta verticale sarà ricoperta di velluto azzurro, con bullette argentate, poste a spirale. Nella freccia sarà rappresentato lo stemma del Comune e sul gambo inciso il nome. Cravatta e nastri tricolorati dai colori nazionali, frangiati d'argento. |                        |
|                                                               | Erto e Casso D'azzurro, al bacino idrico al naturale, circondato da alte montagne di verde, declinanti verso lo stesso; sulle pendici della montagna di sinistra, un campanile, visto di spigolo, d'oro; sul versante di quella di destra una massa d'argento franante; sullo specchio d'acqua la legenda in caratteri maiuscoli di rosso "Vajont 9 ottobre 1963". Ornamenti esteriori da Comune. DPR del 27 aprile 1967 Gonfalone: Drappo di azzurro |                        |
|                                                               | Fanna Troncato, nel primo di azzurro alla stella d'oro di otto raggi fra i quali in caratteri dello stesso la scritta "POMPOSIA"; nel secondo di argento a tre monti in verde naturale fondati su campagna dello stesso, più elevato il centrale. Ornamenti esteriori da Comune. Gonfalone: Drappo partito di bianco e di azzurro, riccamente ornato di ricami d'argento e cariato dello stemma comunale con l'iscrizione centrata in argento: COMUNE DI FANNA. Le parti di metallo ed i cordoni saranno argentati. L'asta verticale sarà ricoperta di velluto dai colori del drappo, alternati, con bullette argentate poste a spirale. Nella freccia sarà rappresentato lo stemma del Comune sul gambo inciso il nome. Cravatta e nastri tricolorati dai colori nazionali frangiati d'argento. Concessione gonfalone con D.P.R. del 25 agosto 1961 |                        |
|                                                               | Fiume Veneto |                        |
|                                                               | Fontanafredda Di verde, a 11 stelle disposte lungo i lati, 5 a destra e 5 a sinistra più una in punta, le due in capo d'oro, le altre d'argento. Il tutto abbassato al capo di rosso a due rami di quercia al naturale affrontati e decussati, legati da un nastro tricolore. Ornamenti esteriori da Comune. Gonfalone: Drappo di azzurro… R.D. del 5 settembre 1935 |                        |
|                                                               | Frisanco D'azzurro al castagno al naturale fruttato d'oro, nodrito su di un monte all'italiana di tre cime d'argento, fondato in punta e sormontato nei cantoni del capo da due stelle dello stesso. Ornamenti esteriori da Comune. D.P.R. del 26 luglio 1975 drappo di bianco… |                        |
|                                                               | Maniago Fasciato di verde e d'argento di quattro pezzi, a due castelli all'antica, al naturale, posti in palo ed attraversanti. Ornamenti esteriori da Comune. R.D. del 15 maggio 1930 Gonfalone: Drappo interzato in palo di verde, di bianco e di verde, riccamente ornato di ricami d'argento e caricato dello stemma sopra descritto con l'iscrizione centrata in argento: "Comune di Maniago". Le parti in metallo ed i cordoni saranno argentati. L'asta verticale sarà ricoperta di velluto verde, con bullette argentate, poste a spirale. Nella freccia sarà rappresentato lo stemma del Comune e sul gambo inciso il nome. Cravatta e nastri tricolorati dai colori nazionali, frangiati d'argento. |                        |
|                                                               | Meduno Troncato: nel PRIMO, d'oro, al leone di rosso, afferrante con la zampa anteriore sinistra il ramo di ulivo, di verde, posta di banda, e accompagnato nel canton sinistro del capo della mezzaluna montante, di azzurro; nel SECONDO, di azzurro, all'uomo ignudo, di carnagione, simboleggiante il fiume Meduna, con la testa in maestà, capelluta e barbuta di nero, e il tronco leggermente volto verso il fianco destro, seduto sul terreno collinoso, di verde, fondato in punta, esso terreno sostenente la cornucopia d'oro, su cui è appoggiata la mano destra dell'uomo e da cui scorre verso la punta il fiume ondeggiante, di azzurro. Ornamenti esteriori da Comune. Gonfalone: Drappo troncato di azzurro e di giallo riccamente ornato da ricami di argento e caricato dello stemma comunale con la iscrizione centrata in argento, recante la denominazione del comune. |                        |
|                                                               | Montereale Valcellina |                        |
|                                                               | Morsano al Tagliamento D'azzurro, al cuore caricato da una fiamma di rosso, contornato da due rami di alloro al naturale, legati da una fettuccina di rosso. Ornamenti esteriori da Comune. DCG del 21 novembre 1934 Gonfalone: Drappo di azzurro… DPR del 2 febbraio 1950 |                        |
|                                                               | Pasiano di Pordenone D'argento alla rovere sradicata, al naturale, alla fascia ondata di azzurro attraversante sul tutto. Ornamenti esteriori da Comune. R.D. del 24 aprile 1927 |                        |
|                                                               | Pinzano al Tagliamento Inquartato in croce di sant'Andrea di nero e d'argento. Ornamenti esteriori da Comune. D.P.R. del 18 giugno 1962 Gonfalone: drappo partito di nero e di bianco, riccamente ornato di ricami d'argento e caricato dello stemma sopra descritto con l'iscrizione centrata in argento: “Comune di Pinzano al Tagliamento”. Le parti in metallo ed i cordoni saranno argentati. L'asta verticale sarà ricoperta di velluto dai colori del drappo, alternati, con bullette argentate, poste a spirale. Nella freccia sarà rappresentato lo stemma del Comune e sul gambo inciso il nome. Cravatta e nastri tricolorati dai colori nazionali, frangiati d'argento. Bandiera: drappo inquartato in croce di sant'Andrea di nero e di bianco |                        |
|                                                               | Polcenigo |                        |
|                                                               | Porcia Troncato, di rosso al castello d'argento, aperto e finestrato di nero, e di azzurro a due gigli d'oro. Ornamenti esteriori da Comune. Gonfalone: Drappo troncato di bianco e d'azzurro, riccamente ornato di ricami d'argento e caricato dello stemma civico con la iscrizione centrata in argento: COMUNE DI PORCIA. Le parti di metallo ed i cordoni saranno argentati. L'asta verticale sarà ricoperta di velluto dai colori del drappo, alternati, con bullette argentate poste a spirale. Nella freccia sarà rappresentato lo stemma del Comune e sul gambo inciso il nome. Cravatta e nastri tricolorati dai colori nazionali frangiati d'argento. |                        |
|                                                               | Pordenone Di rosso alla fascia d'argento, nella punta il mare, dal quale si innalza un portale di pietra naturale, merlato alla guelfa di tre pezzi, con battenti d'oro aperti, fiancheggiato in ognuno degli angoli superiori del campo da una corona d'oro. D.C.G. del 19 febbraio 1942 Gonfalone: Drappo di colore rosso alla fascia di bianco, caricato nel centro dello stemma comunale riccamente ornato di ricami d'argento, con la iscrizione centrata in argento: "COMUNE DI PORDENONE". Le parti di metallo ed i cordoni saranno argentati. L'asta verticale sarà ricoperta di velluto rosso, con bullette argentate poste a spirale. Nella freccia sarà rappresentato lo stemma del Comune e sul gambo inciso il nome. Cravatta con nastri tricolorati dai colori nazionali frangiati d'argento. D.C.G. del 19 febbraio 1942 |                        |
|                                                               | Prata di Pordenone Troncato: nel 1° di azzurro al castello d'argento, aperto e finestrato del campo; nel 2° di verde a tre fasce ondate d'argento. R.D. del 21 aprile 1927 Gonfalone: drappo troncato di bianco e di azzurro… D.P.R. n. 1274 del 5 aprile 1977 |                        |
|                                                               | Pravisdomini Di rosso alle tre spighe di frumento d'oro, impugnate. Ornamenti esteriori da Comune. D.P.R. n. 375 del 5 dicembre 1924 depositato alla Corte dei conti in data 16 febbraio 1985, registro nº 2, Fog. nº 67 Gonfalone: drappo partito di giallo e di rosso… |                        |
|                                                               | Roveredo in Piano D'azzurro, a tre piante di rovere al naturale, l'una accanto all'altra, sulla campagna di verde. Ornamenti esteriori da Comune. R.D. del 1º febbraio 1938 Gonfalone: drappo d'azzurro riccamente ornato di ricami d'argento e caricato dello stemma comunale con l'iscrizione centrata in argento: Comune di Roveredo in Piano. |                        |
|                                                               | Sacile Gonfalone: drappo di bianco crociato di rosso… |                        |
|                                                               | San Giorgio della Richinvelda Gonfalone: Drappo d'azzurro… |                        |
|                                                               | San Martino al Tagliamento Gonfalone: drappo di rosso… |                        |
|                                                               | San Quirino Gonfalone: Drappo d'azzurro… |                        |
|                                                               | San Vito al Tagliamento Di rosso, al castello torricellato di due pezzi d'argento, aperto, finestrato e murato di nero, alla fascia pura d'argento attraversante solamente sul castello, bordata di azzurro e caricata di un ramo di quercia al naturale. Lo scudo sarà fregiato da ornamenti di Comune. R.D. del 5 luglio 1928 Gonfalone: Drappo di bianco… |                        |
|                                                               | Sequals D'azzurro alla fascia ondata d'argento attraversata da un leone d'oro, poggiante con le zampe posteriori su tre colli di verde, uscenti dalla punta, e tenente con la branca anteriore destra una martellina e con la sinistra una cazzuola. Ornamenti esteriori da Comune. D.P.R. del 18 giugno 1952 |                        |
|                                                               | Sesto al Reghena Gonfalone: Drappo di rosso… D.C.G. del 25 luglio 1927 |                        |
|                                                               | Spilimbergo D'azzurro alla croce d'argento, cantonata da quattro fiori di tulipano rosso, gambuti di tre foglie di verde, nel 1º e 4º posti in sbarra centrata, nel 2º e 3º posti in banda centrata. R.D. del 14 aprile 1929 Gonfalone: Drappo rettangolare di stoffa bianca che termina nella sua parte inferiore a tre bandoni a forma di vajo irregolari, il centrale più lungo, riccamente ornato con ricami d'argento e caricato dello stemma sopra descritto, sormontato dall'iscrizione centrata: "Comune di Spilimbergo". La stoffa sarà inchiodata per il lato corto superiore ad un'asta orizzontale con pomi artisticamente argentati alle due estremità e sospesa mediante lacci dello stesso con fiocchi pendenti dai due lati del gonfalone ad altra asta verticale ricoperta di velluto rosso con bullette di metallo bianco poste a spirale e cimata da una freccia con gambo di metallo argentato con lo stemma del Comune. Sul gambo della freccia sarà inciso il nome del Comune stesso. Cravatta e nastri tricolorati dai colori nazionali, frangiati d'argento. R.D. del 24 agosto 1928 |                        |
|                                                               | Tramonti di Sopra Gonfalone: drappo trinciato di rosso e di bianco… |                        |
|                                                               | Tramonti di Sotto D'argento alla pianta di faggio fogliata di verde, nodrita sulla cima centrale di un monte all'italiana pure di verde poggiato su una fascia abbassata d'azzurro. D.P.R. del 16 ottobre 1954 Gonfalone: Drappo di colore verde, ricamato ornato di ricami d'argento e caricato dello stemma comunale con l'iscrizione centrata in argento: Comune di Tramonti di Sotto. Le parti di metallo e di cordoni sono argentati. L'asta verticale è ricoperta di velluto verde, con bullette argentate poste a spirale. Nella freccia è rappresentato lo stemma del Comune e sul gambo inciso il nome. Cravatta a nastri tricolori dai colori nazionali frangiati di argento. |                        |
|                                                               | Travesio D'azzurro, alla campagna di verde attraversata da una strada romana al naturale in banda ed accompagnata nel canton sinistro del capo da un castello d'argento, murato di nero, merlato alla guelfa, aperto e finestrato di due del campo, torricellato di un pezzo centrale anch'esso finestrato del campo. Ornamenti esteriori da Comune. D.P.R. del 29 ottobre 1971 Gonfalone: Drappo partito, di bianco e d'azzurro, riccamente ornato di ricami, d'argento e caricato dello stemma sopra descritto con la iscrizione centrata in argento: Comune di Travesio. Le parti di metallo ed i cordoni saranno argentati. L'asta verticale sarà ricoperta di velluto dei colori del drappo, alternati, con bullette argentate poste a spirale. Nella freccia sarà rappresentato lo stemma del Comune e sul gambo inciso il nome. Cravatta e nastri tricolorati dai colori nazionali frangiati d'argento. |                        |
|                                                               | Vajont Scudo su sfondo blu, che raffigura il palazzo municipale. Ornamenti esteriori da Comune. Gonfalone: drappo di bianco… |                        |
|                                                               | Valvasone Arzene Troncato: nel primo, ritroncato di azzurro e di verde, alla fascia diminuita e ondata d'argento posta sulla troncatura, accompagnata in capo da due stelle di cinque raggi dello stesso ordinate in fascia; nel secondo, di argento, alla croce diminuita d'oro, filetta di rosso, accantonata nel terzo e nel quarto cantone dalle lettere maiuscole V d'oro, filettate di rosso. Ornamenti esteriori da Comune. Gonfalone: drappo di azzurro… Concessione di stemma e gonfalone D.P.R. del 3 febbraio 2017 |                        |
|                                                               | Vito d'Asio Gonfalone: drappo partito di giallo e di azzurro… |                        |
|                                                               | Vivaro D'argento, al maschio di rosso, merlato di tre pezzi alla guelfa, uscente dalla punta, caricato da una crocetta di San Giovanni del campo, accompagnato da due filetti in palo e sormontato da tre stelle male ordinate, il tutto d'azzurro. Gonfalone: drappo partito d'azzurro e di bianco… |                        |
|                                                               | Zoppola Troncato: al 1° d'azzurro al castello d'oro, murato di nero, torricellato di un pezzo, merlato alla guelfa, aperto e finestrato del campo; il 2° d'argento alla campagna di verde caricata di uno specchio d'acqua dal quale esce uno zampillo dello stesso. D.P.C.M. del 6 ottobre 1953 Gonfalone: drappo d'azzurro… |                        |

## Ex comuni
| Stemma | Ex Comune e blasonatura | Gonfalone |
| ------ | --- | --------- |
|        | Arzene (dal 1º gennaio 2015 soppresso per la costituzione del comune di Valvasone Arzene) Troncato d'azzurro e di verde da una fascia ondata d'argento, accompagnata in capo da due stelle di cinque raggi d'argento. Ornamenti esteriori da Comune. Gonfalone: Drappo di azzurro… DPR del 20 novembre 1962 |           |
|        | Valvasone (dal 1º gennaio 2015 soppresso per la costituzione del comune di Valvasone Arzene) D'argento, alla croce piena accompagnata in punta da due lettere capitali V, il tutto d'oro bordato di rosso. Ornamenti esteriori da Comune, la punta accompagnata da un cartiglio d'oro bordato di rosso recante la scritta "Universitas Valvasonis". DCG del 29 luglio 1923 Gonfalone: Drappo di colore azzurro, riccamente ornato da ricami d'argento, nel cui centro, ricamato, è caricato lo stemma del Comune. Sopra lo stemma, in lettere maiuscole romane, l'iscrizione centrata in argento: "COMUNE DI VALVASONE". Le parti di metallo ed i cordoni sono argentati. L'asta verticale, sormontata da una freccia metallica argentata, è ricoperta di velluto azzurro con bullette pure argentate e poste a spirale. |           |